# 兹德涅克·谢贝克
兹德涅克·谢贝克（捷克語：Zdeněk Šebek，1959年11月14日—），捷克男子射箭、田径运动员。他曾代表捷克斯洛伐克、捷克参加1992年、1996年、2000年、2004年和2008年夏季残疾人奥林匹克运动会，获得一枚金牌。